# Museo Etnografico Siciliano Giuseppe Pitrè

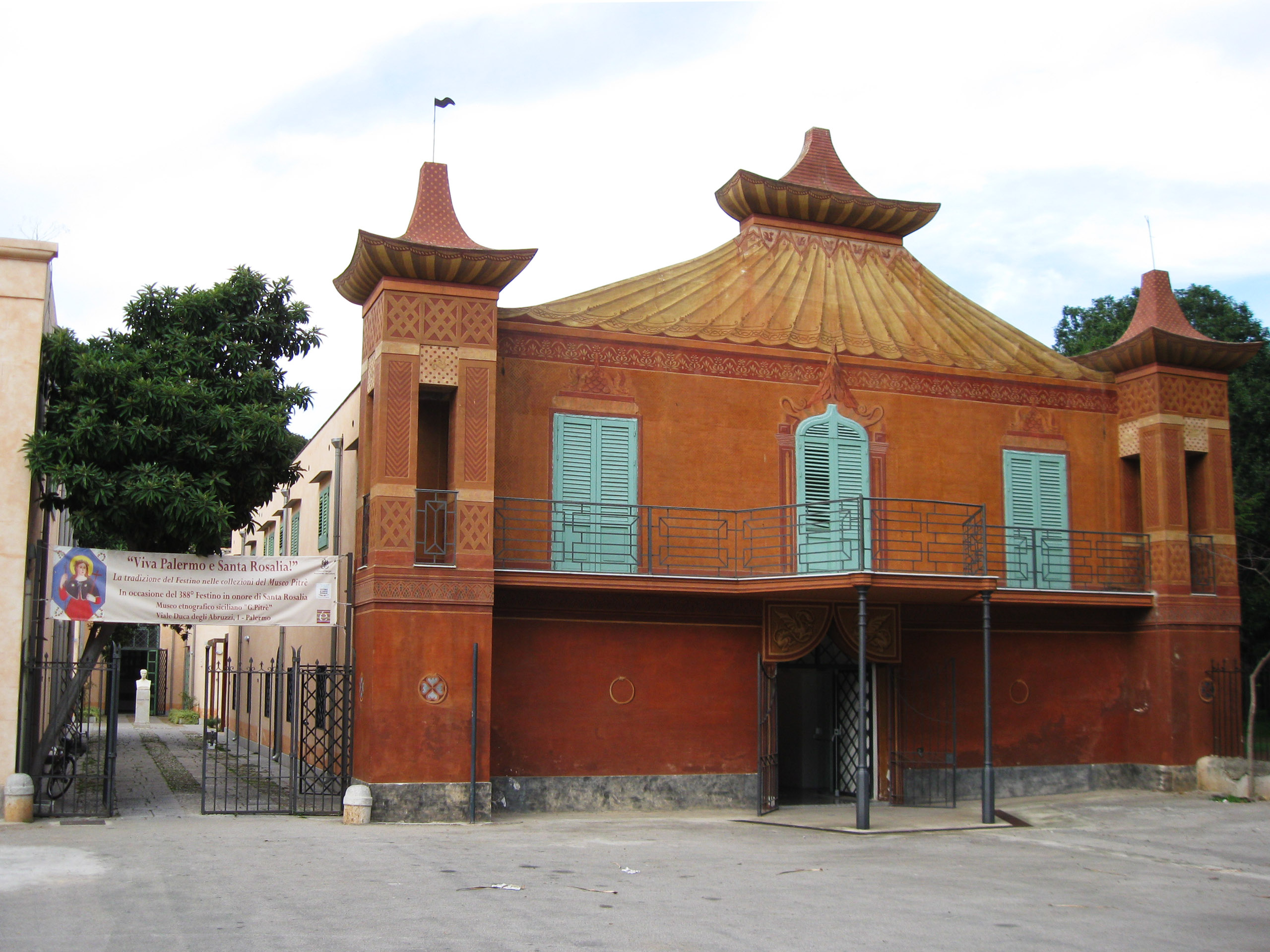
Eingang zum Museum

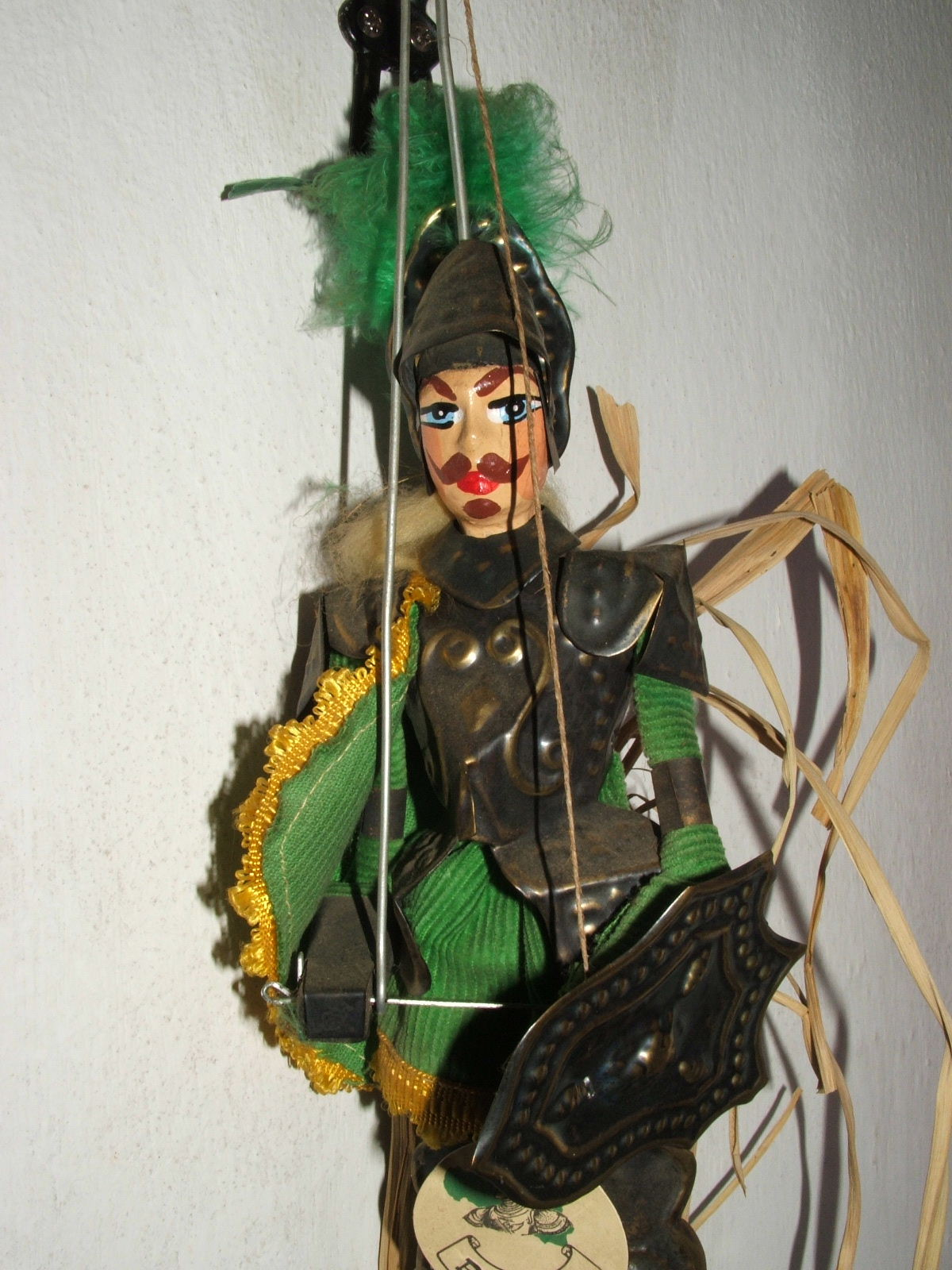
Sizilianische Marionette

Das Museo Etnografico Siciliano Giuseppe Pitrè in Palermo ist das größte Volkskundemuseum Siziliens. Es wurde 1909 von dem aus Palermo stammenden Ethnografen Giuseppe Pitrè eingerichtet und trägt heute ihm zu Ehren seinen Namen.  

## Das Museum und seine Sammlungen
Das Museum befindet sich im Parco della Favorita, einem großen Volkspark nördlich der Stadt am Fuß des Monte Pellegrino, in dem Gebäude der Casina Cinese, einem Nebengebäude der Palazzina Cinese. Die umfangreiche Sammlung dokumentiert mit über 4000 Exponaten Alltagsleben und Brauchtum auf Sizilien. 
Zu den Ausstellungsstücken zählen neben alten Handwerksgeräten, Keramikwaren, Trachten und Krippenfiguren auch die handgefertigten Puppen des sizilianischen Marionettentheaters und aufwendig bemalte sizilianische Karren, die bis in die 1950er Jahre das ländliche Straßenbild prägten. 
Die Bibliothek des Museums mit über 30.000 Bänden beherbergt  auch Pitrès Hauptwerk, die aus 25 Bänden bestehende 
„Bibliothek sizilianischer Volksbräuche“.

## Der Premio Pitrè
Nach Giuseppe Pitrè ist der vom Centro internazionale di Etnostoria in Palermo in Zusammenarbeit mit dem Museum verliehene Pitrè-Preis (Premio Pitrè) benannt, eine der weltweit renommiertesten Auszeichnungen für Ethnologen.